# Gmina Cedar (hrabstwo Benton)

Położenie Gminy Cedar w hrabstwie Benton

Gmina Cedar (ang. Cedar Township) – gmina w USA, w stanie Iowa, w hrabstwie Benton. Według danych z 2000 roku gmina miała 533 mieszkańców.